# Juanan
Juan Antonio González Fernández dit « Juanan » est un footballeur espagnol, né le 27 avril 1987 à Palma. Il évolue au poste de défenseur central au Bengaluru FC, en I-League.

## Palmarès
- Coupe de Hongrie : 2014

## Statistiques
| Saison    | Club                 | Pays         | Championnat        | Coupes nationales | Coupes d'Europe    | Espagne |
| --------- | -------------------- | ------------ | ------------------ | ----------------- | ------------------ | ------- |
| 2008-2009 | Deportivo La Corogne | Liga BBVA    | -                  | -                 | 1+2 matchs (C3+CI) | -       |
| 2009-2010 | Real Madrid CF       | Liga BBVA    | -                  | -                 | -                  | -       |
| 2010-2011 | Real Madrid CF       | Liga BBVA    | -                  | 1 match           | -                  | -       |
| 2011-2012 | Fortuna Düsseldorf   | 2.Bundesliga | 19 matchs / 2 buts | 3 matchs          | -                  | -       |
| 2012-2013 | Fortuna Düsseldorf   | Bundesliga   | 15 matchs          | 2 matchs          | -                  | -       |

Dernière mise à jour le 19 mai 2013